# Кармартен (залив)
Кармартен (англ. Carmarthen Bay, вал. Bae Caerfyrddin) — бухта у берегов Уэльса, в Великобритании.
Залив Кармартен находится в юго-западной части Уэльса. На берегах Кармартена расположены пляжи и часть национального парка Прибрежный Пембрукшир. В залив, являющийся частью ареала Атлантического океана и в древности называемый Кельтским морем, впадают реки Тафф, Тауи и Гвендрет. На его берегу расположены города Пембри, Кидуэлл, Феррисайд, Пендайн, Амрот, Тенби, и другие.
Границами залива Кармартен являются остров Калди близ города Тенби на западе и полуостров Гоуер около Суонси — на востоке.